# Ematurgina ochrophlegma
Ematurgina ochrophlegma är en fjärilsart som beskrevs av Hans Ferdinand Emil Julius Stichel 1911. Ematurgina ochrophlegma ingår i släktet Ematurgina och familjen Riodinidae. Inga underarter finns listade i Catalogue of Life.